# Julius Wellhausen
Julius Wellhausen (17 de maig de 1844, Hamelín - 7 de gener de 1918, Göttingen) va ser un teòleg protestant alemany, expert en cultures orientals.

## Biografia
Va pertànyer a l'Escola de la història de les religions i va contribuir al moviment de l'Antiga recerca del Jesús històric. Se'l sol conèixer per donar forma a la hipòtesi documental que identifica i data quatre fonts al Pentateuc.
Va reprendre antigues interpretacions del racionalisme alemany. Va interpretar que el títol de «Fill de l'home» que Jesús empra als Evangelis volia dir simplement «home». La significació messiànica, segons Wellhausen, apareix després de la mort de Jesús, unida a concepcions escatològiques d'alguns grups messiànics de l'època.
Tanmateix, l'expressió «Fill de l'home» prové del llibre de Daniel, a l'Antic Testament:
| «                | Jo estava mirant, atret per les paraules insolents que la banya proferia, i vaig veure que mataven la bèstia, trossejaven la seva carronya i la tiraven al foc. 12 Les altres bèsties van ser privades del seu poder, però els fou concedit d'allargar la vida fins al temps i el moment fixats. Després, tot mirant aquella visió nocturna, vaig veure venir amb els núvols del cel algú semblant a un fill d'home; arribà fins a l'ancià carregat d'anys, el van presentar davant d'ell i li van donar el poder, la glòria i la reialesa. La gent de tots els pobles, nacions i llengües li faran homenatge; el seu poder és etern, no passarà mai; el seu regne no es desfarà. | » |
| — (Dan 7, 11-14) | |   |

Va ser escrit per un autor del segle ii aC cap a l'any 165 aC, probablement durant el Captiveri Babiloni. És un llibre d'estil apocalíptic. Així com Déu és representant per un ancià, el Fill de l'home és un personatge que sembla condensar tot allò humà, tot allò bo que hi ha en la humanitat, que procedeix dels núvols del cel —la llar de Déu, a la simbologia semítica— i que vencerà definitivament sobre la maldat i la brutalitat.
Aquest llibre, pertanyent al cànon hebreu, va donar lloc a l'ús de l'expressió «Fill de l'Home» aplicada al Messies esperat pel poble jueu.

## Obra
- Israelitische und Jüdische Geschichte (Berlín, 1894)
- Einleitung in die drei ersten Evangelien (Berlín, 1905)